# Oreogrammitis fasciata
Oreogrammitis fasciata är en stensöteväxtart som först beskrevs av Bl., och fick sitt nu gällande namn av Barbara S. Parris. Oreogrammitis fasciata ingår i släktet Oreogrammitis och familjen Polypodiaceae. Inga underarter finns listade.